# Bengt Forslund
Bengt Erik Forslund, född 22 juni 1932 i Grödinge, är en svensk filmproducent, regissör och författare. År 2010 fick han Jurgen Schildt-priset. Han är sedan 1970 gift med TV-producenten Suzanne Dansereau.

## Producent i urval
- 1966 – Här har du ditt liv
- 1969 – En dröm om frihet
- 1969 – Nej
- 1970 – Rötmånad
- 1971 – Utvandrarna
- 1972 – Nybyggarna
- 1973 – Pistolen
- 1974 – Gangsterfilmen
- 1975 – En kille och en tjej
- 1975 – Den vita väggen
- 1975 – Skärseld
- 1976 – Agaton Sax och Byköpings gästabud
- 1976 – Hallo Baby
- 1976 – Förvandlingen
- 1977 – Den allvarsamma leken
- 1978 – En och en
- 1978 – En vandring i solen
- 1979 – Linus eller Tegelhusets hemlighet
- 1980 – Barnens ö
- 1981 – Victor Sjöström – ett porträtt av Gösta Werner
- 1984 – Medan vi ännu lever

## Filmmanus i urval
- 1965 – Uppehåll i myrlandet
- 1966 – Oj oj oj eller Sången om den eldröda hummern
- 1966 – Här har du ditt liv
- 1967 – Ola & Julia
- 1968 – Korridoren
- 1969 – En dröm om frihet
- 1970 – Rötmånad
- 1971 – Utvandrarna
- 1972 – Nybyggarna
- 1973 – Luftburen
- 1973 – Stenansiktet
- 1977 – Den allvarsamma leken

## Regi
- 1973 – Luftburen